# حور خب (كاهن آمون الأكبر)
حور خب أو حور خبي (ويُعرف أيضًا باسم حور إم آخ بيت)، عاش حوالي 660 إلى 644 قبل الميلاد خلال الفترة الانتقالية الثالثة. كان ابن حور إم أخت وشغل منصب كاهن آمون الأكبر. يتم توثيق وجوده من خلال تابوت يحتوي على بقايا عملية التحنيط، والذي تم اكتشافه بالقرب من تابوت والده في عام 1918/1919 في منطقة العساسيف في طيبة الغربية.